# Waylon Murray
Pas d'image ? Cliquez ici

a Compétitions nationales et continentales officielles uniquement.

b Matchs officiels uniquement.
Dernière mise à jour le 23 août 2018.
Waylon Michael Murray, né le 27 avril 1986 à Durban, est un joueur de rugby à XV qui joue avec l'équipe d'Afrique du Sud. Il évolue au poste de centre ou d'ailier (1,90 m pour 105 kg).

## Biographie
Waylon Murray joue avec les Natal Sharks en Currie Cup et avec les Sharks en Super 14. Il joue six matchs de Super 14 en 2006 avec les Sharks et quinze matchs en 2007 avec les Sharks. Il effectue son premier test match avec les Springboks le 9 juin 2007 à l’occasion d’un match contre l'équipe des Samoa.
En 2018, après avoir disputé une saison en France avec l'AS Mâcon en Fédérale 1, il arrête sa carrière professionnelle et rejoint l'encadrement sportif du Westville Sports de Durban.

## Statistiques en équipe nationale
- 3 test matchs avec l'équipe d'Afrique du Sud
- Test matchs par année : 3 en 2007